# 機長の「失敗学」
『機長の「失敗学」』（きちょうのしっぱいがく）は、現役のジェット旅客機（ボーイング747）機長の杉江弘による2003年に出版されたエッセーである。また、このエッセーの前に同様の「機長の告白・生還へのマニュアル」が出版されている。

## 概要
前半は、日本航空123便墜落事故を題材に執筆されており、事故より得られた教訓を生かせるような体制が航空業界全体にないことを指摘している。前書で123便が生還出来た可能性として海面への不時着水を述べたところ他社の機長に死者に対する冒涜だと非難されたことなどが書かれているが、おもに航空工学的なアプローチがなされている。
後半は近年発生したスイス航空111便墜落事故などについての論述や、自身の経験を基にしたエッセイなど多少主観的な内容となってはいるものの、航空業界で働く人間の心情などが記述されている。